# Ƣ (латиниця)
Ƣ, ƣ (укр. га, англ. gha) – буква розширеної латинської абетки, що використовувалася у Яналіфі та Піньїні, розроблених для тюркських мов (татарської та уйгурської мов відповідно), а також у латиниці, розробленій радянським урядом для курдської мови. Зазвичай позначала м'якопіднебінний фрикативний дзвінкий звук, однак інколи її використовували задля позначення язичкового фрикативного дзвінкого звука. У наш час майже не використовується[джерело?].